# Estadi Olímpic d'Anvers
L'Estadi Olímpic d'Anvers (en neerlandès: Olympisch Stadion) o Kielstadion és l'estadi olímpic que es construí el 1902 a la ciutat d'Anvers (Bèlgica) per la celebració dels Jocs Olímpics d'Estiu de 1920. Va acollir les proves d'atletisme, hípica, hoquei sobre herba, futbol, gimnàstica, pentatló modern, rugbi, estirar la corda, halterofília i corfbol.
A la inauguració tenia una capacitat per a 40.000 persones, si bé avui en dia té una capacitat per a 12.771 persones. És la seu del club de futbol KFC Germinal Beerschot.